# Nieul-lès-Saintes
Nieul-lès-Saintes é uma comuna francesa na região administrativa da Nova Aquitânia, no departamento de Charente-Maritime. Estende-se por uma área de 20,41 km². Em 2010 a comuna tinha 1 282 habitantes (densidade: 62,8 hab./km²).